# Cục phòng chống ma túy Liên Bang Nga
Cục phòng chống ma túy Liên bang Nga (FSKN) (tiếng Nga: Федеральная служба Российской Федерации по контролю за оборотом наркотиков)— là một cơ quan của Liên bang Nga, nằm dưới sự chỉ đạo trực tiếp của Tổng thống Nga. Hoạt động chính của FSKN là đấu tranh với các hoạt động sản xuất, vận chuyển phi pháp các chất gây nghiện, các chất gây kích thích thần kinh cũng như giám sát việc tuân thủ các quy định pháp luật về lĩnh vực này.

## Lịch sử hình thành
- Ủy ban quốc gia phòng chống ma túy trực thuộc Bộ nội vụ Liên bang Nga được thành lập ngày 24 tháng 9 năm 2002[2].
- Ngày 11 tháng 3 năm 2003, Ủy ban quốc gia phòng chống ma túy trực thuộc Bộ nội vụ Liên bang Nga chuyển thành Ủy ban quốc gia phòng chống ma túy liên bang Nga[3], Chủ tịch ủy ban là Viktor Cherkesov[4]. Ủy bản bắt đầu hoạt động từ ngày 1 tháng 7 năm 2003.
- Ngày 6 tháng 6 năm 2003 phê duyệt "Quy định nhiệm vụ của Ủy ban quốc gia phòng chống ma túy liên bang Nga[5].
- Ngày 9 tháng 3 năm 2004, Ủy ban quốc gia phòng chống ma túy liên bang Nga đổi tên thành Cục giám sát chất gây nghiện và kích thích thần kinh[6].
- Ngày 28 tháng 7 năm 2004, Cục giám sát chất gây nghiện và kích thích thần kinh đổi tên thành Cục phòng chống ma túy Liên bang Nga[7].
- Ngày 12 tháng 3 năm 2008, theo Sắc lệnh của Tổng thống Nga, Viktor Cherkesov thôi giữ chức vụ giám đốc FSKN[8].
- Ngày 15 tháng 3 năm 2008, theo Sắc lệnh của Tổng thống Nga, Viktor Ivanov trở thành giám đốc FSKN[9].

## Mục đích và nhiệm vụ
Nhiệm vụ chính của Cục phòng chống ma túy Liên bang Nga là:
- Đảm bảo giám sát việc vận chuyển ma túy;
- Phát hiện, phòng ngừa, ngăn chặn và điều tra sơ bộ của tội phạm thuộc thẩm quyền của mình;
- phối hợp hoạt động của các cơ quan hành pháp trong việc đấu tranh với việc vận chuyển ma túy phi phápкоор;
- Tạo ra và duy trì một ngân hàng dữ liệu duy nhất về các vấn đề liên quan đến buôn bán ma túy phi pháp.

## Chức năng
Các chức năng chính:
- Đảm bảo việc thực hiện luật pháp Liên bang Nga về ma túy và các chất gây kích thích thần kinh;
- Thực hiện các hoạt động điều tra theo quy định pháp luật của Liên bang Nga;
- Thực hiện trong giới hạn thẩm quyền của mình về kiểm tra vận chuyển ma túy và các chất gây nghiện;
- Đưa ra một ngân hàng dữ liệu duy nhất về các vấn đề liên quan đến buôn bán ma túy phi pháp
- Thực hiện tiếp công dân và xem xét các đề xuất, kiến nghị của họ về các vấn đề liên quan đến thẩm quyền của các cơ quan thuộc Cục phòng chống ma túy Liên bang Nga.

## Lãnh đạo FSKN

### Giám đốc Cục phòng chống ma túy Liên bang Nga

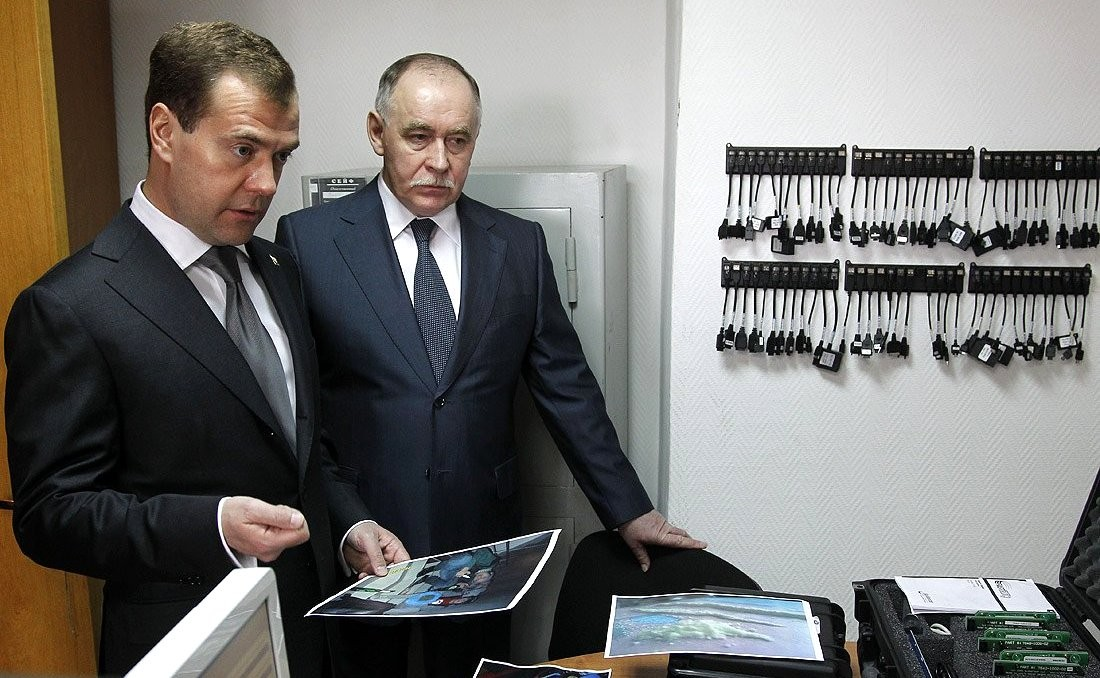
Giám đốc FSKN Viktor Ivanov

28 tháng 7 năm 2004 — 12 tháng 3 năm 2008 — Viktor Cherkeso
từ 15 tháng 3 năm 2008 — Viktor Ivanov

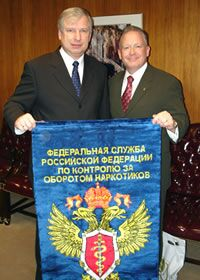
Cựu giám đốc FSKN Viktor Cherkeso

### Phó giám đốc thứ nhất
- Vladimir Kalanda (từ 16 tháng 6 năm 2008)[10][11]

### Các phó giám đốc[12]
- Thượng tướng Nicolai Aulov, kiêm Cục trưởng điều tra (từ 16 tháng 6 năm 2008)
- Thượng tướng Mikhail Kiyko (từ 11 tháng 6 năm 2009)
- Oleg Safonov (từ 12 tháng 6 năm 2009)
- Nicolai Tsvetkov — kiêm lãnh đạo Ủy ban chống ma túy quốc gia (từ tháng 4 năm 2009)

### Nhân viên nổi tiếng
- Alexander Bolbov

## Cơ cấu tổ chức
Cục phòng chống ma túy Liên bang đảm bảo hoạt động của Ủy ban chống ma túy quốc gia và các đơn vị trên các vùng lãnh thổ của Liên bang.
Hệ thống các tổ chức của FSKN bao gồm: bộ máy trung tâm, các sở Phòng chống ma túy các vùng, các chi cụ Phòng chống ma túy các tỉnh và đơn vị tương đương, các tổ chức và đơn vị khác để thực hiện các nhiệm vụ bảo vệ pháp luật được giao cho tổ chức này.

### Các đơn vị đặc nhiệm
Sở đặc nhiệm của FSKN bao gồm các đơn vị chiến đấu (Đơn vị tác chiến số 5 "Nika" và các đơn vị đặc nhiệm của vùng "Grom).

## Các ngày lễ chính thức
- Ngày nhân viên các cơ quan phòng chống ma túy (11 tháng 3) — theo Sắc lệnh của tổng thống Nga Putin ngày 16 tháng 2 năm 2008[15]
- Ngày nhân viên các cơ quan điều tra Liên bang Nga (ngày 25 tháng 7) — theo Nghị quyết của chính phủ Liên bang Nga ngày 27 tháng 8 năm 2013 số 741.
- Ngày các đơn vị đặc biệt chống ma túy Nga (ngày 8 tháng 9) - theo Quyết định của giám đốc FSKN Nga V. Ivanov

## Các chỉ trích
Sự chỉ trích tổ chức thực thi pháp luật này liên quan đến sự mâu thuẫn về mặt pháp luật. Vì vậy, trong năm 2004, các tiêu chuẩn chính thức bị đã cấm sử dụng chất gây mê ketamine tại các bệnh viện thú y. Các bác sĩ thú y tìm cách làm giảm bớt đau đớn cho động vật, cố tình vi phạm pháp luật - kết quả là gây nên cuộc xung đột giữa các quy phạm pháp luật và các vấn đề đạo đức. Sự việc chấn động nhất là vụ của Aleksandr Duky. Chỉ trích nữa là về trường hợp cấm việc thương mai các chất có thành phần độc tính và gây nghiện, ví dụ như Sibutramine. Các tổ chức cũng chỉ trích việc cấm các sản phẩm anh túc để làm thực phẩm (lên đến 2500 vụ việc mỗi năm).
Một số chuyên gia chỉ ra rằng quản lý quá mức nghiêm ngặt các chất ma túy dẫn đến việc thiếu thuốc giảm đau . Tiêu thụ hợp pháp các chất giảm đau tính theo bình quân đầu người ở Nga ít hơn hàng trăm lần so với các nước khác ở Châu Âu.